# Ewald Flamme
Ewald Flamme (* 3. August 1896 in Solingen; † 1. April 1962) war ein deutscher Politiker der Sozialdemokratischen Partei Deutschlands (SPD) und ehrenamtlicher Landrat in Nordrhein-Westfalen.

## Leben und Beruf
Nach dem Besuch der Volksschule absolvierte er eine kaufmännische Lehre. Flamme gehörte seit 1923 der SPD an. Von 1926 bis 1939 war er Geschäftsführer des Bauvereins. 1944 wurde Ewald Flamme wegen seiner Beteiligung am Aufstand gegen Hitler am 20. Juli 1944 inhaftiert.
Nach dem Zweiten Weltkrieg war Flamme ab 1945 Mitglied der Industriegewerkschaft Bau und erneut bis 1962 Geschäftsführer des Bauvereins.

## Abgeordneter
Vom 30. September 1957 bis 12. Juli 1958 war Flamme Mitglied des Landtags von Nordrhein-Westfalen. Er rückte über die Landesliste der SPD nach. Der Landtag hatte ihn bereits zuvor zum Mitglied der ersten Bundesversammlung gewählt, die 1949 Theodor Heuss zum Bundespräsidenten gewählt hatte.
Dem Kreistag des ehemaligen Rhein-Wupper-Kreises gehörte er von 1946 bis 1962 an. Mitglied im Rat der Stadt Opladen war Flamme von 1945 bis 1955.
Ferner war er Mitglied der Landschaftsversammlung des Landschaftsverbandes Rheinland.

## Öffentliche Ämter
Vom 3. Dezember 1958 bis zum 10. April 1961 war er Landrat des Rhein-Wupper-Kreises.
Flamme war in verschiedenen Gremien des Landkreistages Nordrhein-Westfalens tätig.

## Ehrungen
In Opladen (heute Leverkusen) wurde die Ewald-Flamme-Straße nach ihm benannt.